# RollerCoaster Tycoon 3D
RollerCoaster Tycoon 3D est un jeu vidéo de simulation et de gestion de parc d'attraction, édité par Atari Inc. et développé par n-Space. Sorti en octobre 2012 sur Nintendo 3DS, le jeu fait partie de la série des RollerCoaster Tycoon et est le premier à sortir sur console portable.

## Commercialisation
Le jeu sort le 16 octobre 2012 en Amérique du Nord et le 26 octobre 2012 en Europe et en Australie. Il s'agit du premier jeu de la série RollerCoaster Tycoon à sortir sur console portable.

## Accueil
RollerCoaster Tycoon 3D reçoit un accueil très négatif de la critique spécialisée. Il obtient un score de 39% sur Metacritic sur la base de 14 critiques. Nintendo Power considère que le jeu propose un bon degré de difficulté. Il déclare aussi qu'expérimenter avec la construction de montagnes russes est amusant. Cependant, il est déçu par la trop faible quantité d'attractions disponibles. Il déclare à ce sujet que le joueur « possède une quantité infinie de fonds et un énorme espace sur lequel travailler, mais qu'il y a une si petite limite d'attractions, morceaux de montagnes russes, éléments de décors, magasins et types de chemins à ajouter dans le parc. » Il regrette qu'il ne soit plus possible, contrairement aux autres jeux de la série, de connaître le statut des visiteurs ou encore qu'il ne soit plus possible de renommer les attractions. Enfin, il trouve l'interface très « lourde », trouvant particulièrement difficile de modifier certaines parties d'une montagne russe une fois construite.